# グラスヴェガス
グラスヴェガス（Glasvegas）はスコットランド・グラスゴー出身のインディーロックバンド。

## メンバー
- ジェームス・アラン (James Allan) - ボーカル、ギター
- ラブ・アラン - (Rab Allan) ギター、ボーカル
- ポール・ドノヒュー (Paul Donoghue) - ベース
- ジョナ・ロフグレン - (Jonna Löfgren) - ドラム

## 来歴
2008年9月にリリースしたプラチナデビューアルバム『グラスヴェガス』はイギリスのアルバムチャート2位となり、2009年9月にマーキュリー音楽賞にノミネートされた。同アルバムは北米とスウェーデンでより高い評価を受け、スウェーデンではゴールドディスクとなる。2008年12月1日(デビューアルバムリリースから3ヶ月以内)、トランシルバニアで6曲を収録したクリスマスE.P.「スノーフレーク フェル (アンド イッツフェルト ライク ア キス)」も更に高い評価を受ける。
2011年4月4日、サンタモニカのビーチハウスで収録したセカンドアルバム『ユーフォリック///ハートブレイク///』をリリース。同アルバムはイギリスで10位、スウェーデンで1位を獲得。数ヶ月後、ソニーを離れることとなる。この時点で、中国へのツアーを含め2回の世界ツアーを周り、北米では7回ツアーを行っている。
2013年6月にはBMGとレコーディング契約を結んだ事を発表。3枚目となるアルバム『Later...When the TV Turns to Static』を2013年9月に発売。

## ディスコグラフィー
スタジオ・アルバム
| 発売年 | タイトル                           | チャート | チャート | チャート |
| 発売年 | タイトル                           | 英       | 仏       | 米       |
| ------ | ---------------------------------- | -------- | -------- | -------- |
| 2008年 | グラスヴェガス                     | 2        | 106      | 126      |
| 2011年 | ユーフォリック///ハートブレイク/// | 10       | -        | -        |

EP
- 2008年 - 『A Snowflake Fell (And It Felt Like a Kiss)』